# Shiro Hashizume
Shiro Hashizume (japonès: 橋爪四郎)  (Wakayama, 20 de setembre de 1928 - Ōta, 9 de març de 2023) fou un nedador japonès, especialista en estil lliure, que va competir durant la dècada de 1950.
El 1952 va prendre part en els Jocs Olímpics d'Estiu de Hèlsinki, on guanyà la medalla de plata en els 1.500 metres lliures del programa de natació, rere Ford Konno.
El 16 d'agost de 1949 millorà el rècord del món dels 800 i 1.500 metres lliures, però aquell mateix dia fou superat, en ambdós casos, pel seu compatriota Hironoshin Furuhashi.
Estudià a la Universitat Nihon, on es graduà en dret el 1951. El 1992 fou incorporat a l'International Swimming Hall of Fame.